# Pareuplexia dissimulans
Pareuplexia dissimulans là một loài bướm đêm trong họ Noctuidae.